# Eleições estaduais no Pará em 1965
As eleições estaduais no Pará em 1965 ocorreram em 3 de outubro como parte das eleições gerais em onze estados cujos governadores exerciam um mandato de cinco anos, embora o pleito em Alagoas tenha sido anulado por razões legais.
Desde o final da Era Vargas, a política paraense gravita ao redor de Magalhães Barata e seus representantes que se abrigaram sob a legenda do PSD, vitorioso em três das quatro disputas pelo Palácio Lauro Sodré. Morto há seis anos, o referido líder deixou um legado político eficiente a ponto de outorgar dois mandatos de senador a Lobão da Silveira e conduzir Aurélio do Carmo ao governo do estado no ano de 1960. Tal realidade veio abaixo em razão do Regime Militar de 1964 que forçou os portentos locais rumo à nova realidade ao cassar o governador Aurélio do Carmo e o vice-governador Newton Miranda.
Para completar o mandato governamental em aberto, a Assembleia Legislativa do Pará escolheu Jarbas Passarinho e Agostinho Monteiro e a partir de então os militares buscaram um nome capaz de seguir suas diretrizes e então a escolha recaiu sobre Alacid Nunes, militar nascido em Belém cuja carreira começou no Colégio Militar de Fortaleza, passou pela Escola Militar do Realengo e o levou à Academia Militar das Agulhas Negras. Depois de passar pela Escola de Educação Física do Exército tornou-se ajudante de ordens do General Cordeiro de Farias e esteve na Escola de Aperfeiçoamento de Oficiais. Governador interino do Amapá por desígnio do presidente Jânio Quadros, esteve no Comando Militar da Amazônia e ao voltar à capital paraense foi lotado na 28.ª Circunscrição de Serviço Militar comandou a 8.ª Região Militar.
Eleito prefeito de Belém pela Câmara Municipal após a cassação de Moura Carvalho em 1964, sagrou-se candidato a governador do Pará via UDN ao vencer o senador Zacarias Assunção na convenção do partido, o que levou este último a disputar a eleição pelo PSD. Apurados os votos, Alacid Nunes alcançou a vitória ostentando o recorde nominal e percentual de votos válidos tendo Renato Franco como vice-governador. Na mesma ocasião houve o triunfo de Stélio Maroja na disputa pela prefeitura da capital paraense.

## Resultado da eleição para governador
Segundo o Tribunal Regional Eleitoral houve 230.693 votos nominais (94,40%), 5.056 votos em branco (2,07%) e 8.632 votos nulos (3,53%), resultando no comparecimento de 244.381 eleitores.
| Candidatos a governador do estado | Candidatos a vice-governador | Número | Coligação              | Votação | Percentual |
| --------------------------------- | ---------------------------- | ------ | ---------------------- | ------- | ---------- |
| Alacid Nunes UDN                  | Renato Franco PTB            | -      | UDN, PTB, PTN, PDC, PR | 163.527 | 70,89%     |
| Zacarias Assunção PSD             | Hélio Gueiros PSD            | -      | PSD, PRT               | 67.166  | 29,11%     |
| Fontes:                           |                              |        |                        |         |            |